# 로봇 치킨

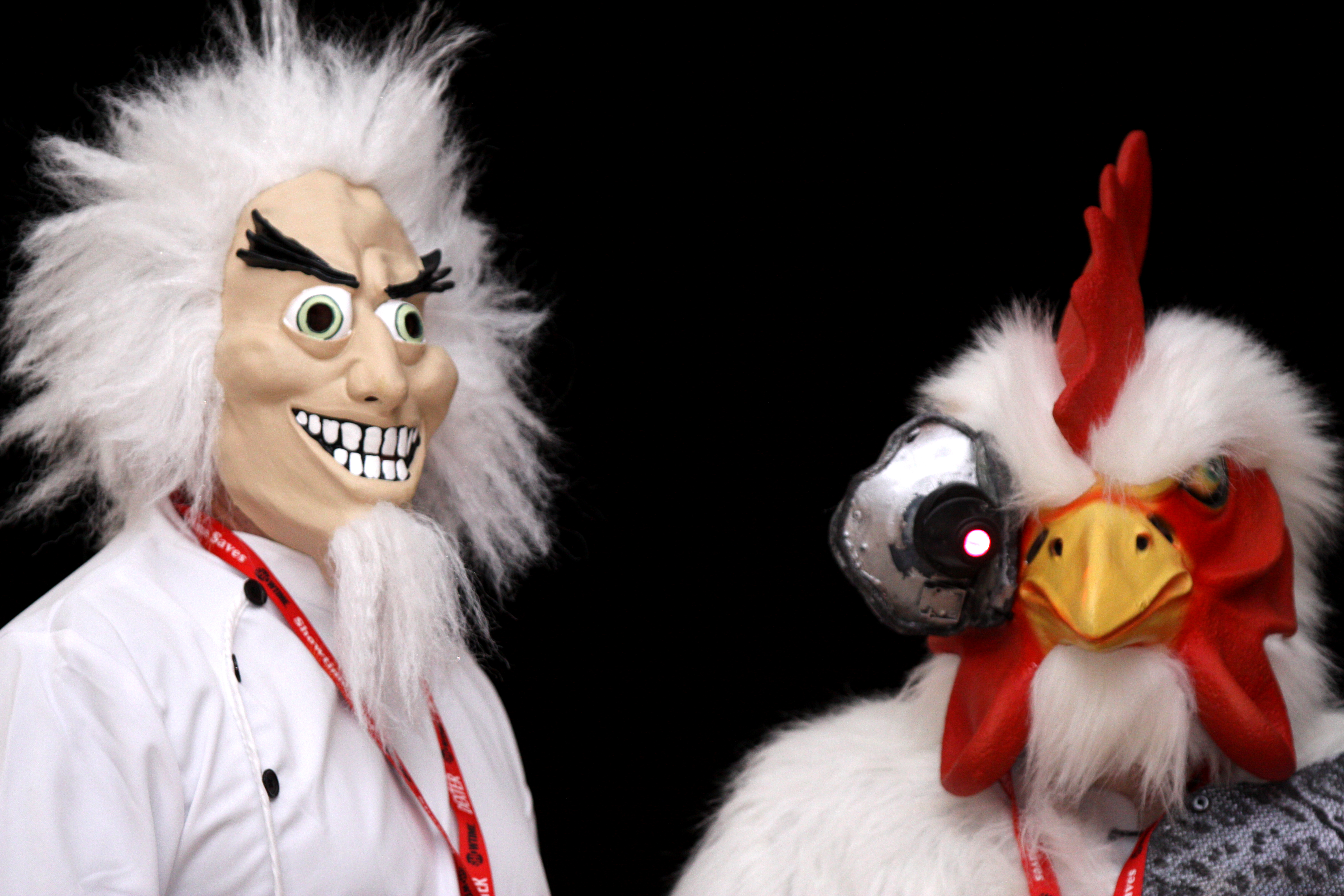

《로봇 치킨》(영어: Robot Chicken)은 2005년 2월 20일부터 현재까지 어덜트 스윔에서 방영 중인 스톱 모션 TV 애니메이션이다.